# Etrali
IPC France (anciennement dénommé Etrali, acronyme d'Etude, travaux, et réalisation), est un intégrateur de systèmes de vente (trading) et de services réseaux pour la communauté financière.
Elle est le partenaire de plus de 1 300 salles de marchés sur 50 places financières dans le monde pour la maîtrise globale de leurs télécommunications. Le 7 mai 2013, France Telecom annonce qu'elle va la céder au fonds de pension américain Gores. 
En février 2016, Gores revend Etrali au groupe américain IPC Systems (en), le principal concurrent d'Etrali [2],.